# Burnley F.C.
Câu lạc bộ bóng đá Burnley (tiếng Anh: Burnley Football Club - Burnley FC), với biệt danh The Clarets (Rượu vang đỏ), là một câu lạc bộ bóng đá chuyên nghiệp của Anh đặt trụ sở tại Burnley, Lancashire, hiện đang thi đấu tại Giải bóng đá Ngoại hạng Anh. Được sáng lập vào năm 1888 bởi các thành viên trong Liên đoàn Bóng đá với màu sắc chủ đạo của câu lạc bộ là màu đỏ rượu nho và xanh da trời. Sân nhà của đội kể từ năm 1883 là Turf Moor.
Burnley đã vô địch Giải vô địch quốc gia Anh hai lần vào năm 1920-1921 và 1959-1960, giành FA Cup một lần vào năm 1914. The Clarets cũng vào đến tứ kết Cúp châu Âu năm 1961. Họ là một trong ba đội từng giành chiến thắng tất cả bốn giải đấu chuyên nghiệp của bóng đá Anh. Hai đội khác là Preston North End và Wolverhampton.
Phần lớn thời gian câu lạc bộ thi đấu ở hai giải đấu là hạng Nhất và hạng Nhì của Anh, từ 1976-2009. Từ 1985-1992 họ đã có bảy năm phải chơi ở giải đấu thấp nhất của Liên đoàn bóng đá Anh. Từ năm 2000 đến năm 2009 họ đã chơi liên tục ở Giải hạng nhất nước Anh, cho đến khi họ đạt được quyền lên chơi ở giải Ngoại hạng lần đầu tiên trong 33 năm sau khi chiến thắng trong giải vô địch hạng nhất nước Anh năm 2009 vòng Play-off cuối cùng, mặc dù ở giải ngoại hạng họ thi đấu không đến nỗi tệ và được coi là "hiện tượng" của giải nhưng cuối cùng đã bị xuống hạng sau một mùa giải duy nhất.

## Các thành viên

### Đội hình hiện tại
Tính đến 1 tháng 2 năm 2024
Ghi chú: Quốc kỳ chỉ đội tuyển quốc gia được xác định rõ trong điều lệ tư cách FIFA. Các cầu thủ có thể giữ hơn một quốc tịch ngoài FIFA.
| Số | VT | Quốc gia         | Cầu thủ                              |
| -- | -- | ---------------- | ------------------------------------ |
| 1  | TM | Anh              | James Trafford                       |
| 2  | HV | Cộng hòa Ireland | Dara O'Shea                          |
| 3  | HV | Anh              | Charlie Taylor                       |
| 4  | TV | Anh              | Jack Cork (đội trưởng)               |
| 5  | HV | Đức              | Jordan Beyer                         |
| 7  | TV | Iceland          | Jóhann Berg Guðmundsson              |
| 8  | TV | Anh              | Josh Brownhill (đội phó)             |
| 9  | TĐ | Anh              | Jay Rodriguez                        |
| 10 | TĐ | Bỉ               | Manuel Benson                        |
| 15 | TĐ | Anh              | Nathan Redmond                       |
| 16 | TV | Na Uy            | Sander Berge                         |
| 17 | TĐ | Cộng hòa Nam Phi | Lyle Foster                          |
| 18 | HV | Thụy Điển        | Hjalmar Ekdal                        |
| 20 | HV | Pháp             | Lorenz Assignon (cho mượn từ Rennes) |
| 21 | TV | Anh              | Aaron Ramsey                         |
| 22 | HV | Brasil           | Vitinho                              |

| Số | VT | Quốc gia         | Cầu thủ                                     |
| -- | -- | ---------------- | ------------------------------------------- |
| 23 | TĐ | Bờ Biển Ngà      | David Datro Fofana (cho mượn từ Chelsea)    |
| 24 | TV | Cộng hòa Ireland | Josh Cullen                                 |
| 25 | TĐ | Thụy Sĩ          | Zeki Amdouni                                |
| 28 | HV | Bỉ               | Ameen Al-Dakhil                             |
| 29 | TM | Chile            | Lawrence Vigouroux                          |
| 30 | TĐ | Ý                | Luca Koleosho                               |
| 31 | TĐ | Bỉ               | Mike Trésor (cho mượn từ Genk)              |
| 33 | HV | Pháp             | Maxime Estève (cho mượn từ Montpellier)     |
| 34 | TĐ | Đan Mạch         | Jacob Bruun Larsen (cho mượn từ Hoffenheim) |
| 42 | TV | Pháp             | Han-Noah Massengo                           |
| 44 | HV | Bỉ               | Hannes Delcroix                             |
| 47 | TĐ | Pháp             | Wilson Odobert                              |
| 48 | TĐ | Bỉ               | Enock Agyei                                 |
| 49 | TM | Kosovo           | Arijanet Muric                              |

## Quản lý hiện tại
| Position                  | Tên                             |
| ------------------------- | ------------------------------- |
| Huấn luyện viên trưởng    | Vincent Kompany                 |
| Trợ lý huấn luyện viên    | Craig Bellamy                   |
| Huấn luyện viên đội 1     | Mike Jackson Floribert N'Galula |
| Huấn luyện viên hiệu suất | Bram Geers                      |
| Huấn luyện viên Thủ môn   | Jelle ten Rouwelaar             |
| Nhà phân tích hiệu suất   | Richard Bredice                 |

Source:

## Các huấn luyện viên từng dẫn dắt
| Huấn luyện viên            | Nhiệm kỳ                |
| -------------------------- | ----------------------- |
| Ủy ban câu lạc bộ          | (1882–1894)             |
| Harry Bradshaw             | (1894–1899)             |
| Ernest Mangnall            | (1900–1903)             |
| Spen Whittaker             | (1903–1910)             |
| R.H. Wadge                 | (1910)                  |
| John Haworth               | (1910–1924)             |
| Albert Pickles             | (1925–1932)             |
| Tom Bromilow               | (1932–1935)             |
| Ủy ban lựa chọn            | (1935–1945)             |
| Cliff Britton              | (1945–1948)             |
| Frank Hill                 | (1948–1954)             |
| Alan Brown                 | (1954–1957)             |
| Billy Dougall              | (1957–1958)             |
| Harry Potts                | (1958–1970)             |
| Jimmy Adamson              | (1970–1976)             |
| Joe Brown                  | (1976–1977)             |
| Harry Potts                | (1977–1979)             |
| Brian Miller               | (1979–1983)             |
| John Bond                  | (1983–1984)             |
| John Benson                | (1984–1985)             |
| Martin Buchan              | (1985)                  |
| Tommy Cavanagh             | (1985–1986)             |
| Brian Miller               | (1986–1989)             |
| Frank Casper               | (1989–1991)             |
| Jimmy Mullen               | (1991–1996)             |
| Clive Middlemass (Giữ chỗ) | (tháng 2 – 03 năm 1996) |
| Adrian Heath               | (1996–1997)             |
| Chris Waddle               | (1997–1998)             |
| Stan Ternent               | (1998–2004)             |
| Steve Cotterill            | (2004–2007)             |
| Steve Davis (tạm quyền)    | (Tháng 11 năm 2007)     |
| Owen Coyle                 | (11/2007–1/2010)        |
| Brian Laws                 | (1/2010–12/2010)        |
| Stuart Gray (tạm quyền)    | (12/2010-1/2011)        |
| Eddie Howe                 | (1/2011-10/2012)        |
| Terry Pashley (tạm quyền)  | (10/2012)               |
| Sean Dyche                 | (10/2012-4/2022)        |
| Mike Jackson (tạm quyền)   | (4/2022-6/2022)         |
| Vincent Kompany            | (6/2022-nay)            |

## Danh hiệu
Giải quốc nội
Giải ngoại hạng Anh
- Chiến thắng tại Giải ngoại hạng Anh: 1920–21, 1959–60
- Về nhì tại Giải ngoại hạng Anh: 1919–20, 1961–62

Giải hạng nhất nước Anh
- Chiến thắng Giải hạng nhất nước Anh: 1897–98, 1972–73
- Về nhì tại Giải hạng nhất nước Anh: 1912–13, 1946–47
- Giành vé Play-off của Giải bóng đá hạng nhất nước Anh: 2008–09

Giải bóng đá đơn vị 1 nước Anh
- Chiến thắng Giải bóng đá đơn vị 1 nước Anh: 1981–82
- Về nhì Giải bóng đá đơn vị 1 nước Anh: 1999–00
- Giành vé Play-off của Giải bóng đá đơn vị 1 nước Anh: 1993–94

Giải bóng đá đơn vị 2 nước Anh
- Chiến thắng Giải bóng đá đơn vị 2 nước Anh: 1991–92

Burnley là một trong vài đội giành chức vô địch của tất cả bốn đơn vị hàng đầu chuyên nghiệp kể từ khi cơ cấu hiện nay xuất hiện vào năm 1958 (các đội khác là Wolverhampton Wanderers và Preston North End).
Cúp
Cúp Vô địch Châu âu
- Quarter-Finalists: 1961

Cúp FA
- Chiến thắng: 1913–14
- Về nhì: 1946–47, 1961–62
- về ba: 1973–74

Siêu cúp nước Anh
- Chiến thắng: 1973
- Shared: 1960

Anglo-Scottish Cup
- Chiến thắng: 1978–79

Ferencvaros Vase
- Vòng chung kết: 1914

### Cầu thủ hiện tại - xuất hiện nhiều nhất
Năm xuất hiện nhiều nhất khi vẫn còn ở câu lạc bộ tới ngày 12 tháng 5 năm 2010 là:

### Cầu thủ hiện tại - ghi nhiều bàn thắng nhất
Năm cầu thủ ghi nhiều nhất khi vẫn còn ở câu lạc bộ tới ngày 12 tháng 5 năm 2010 là: